# Volando voy, volando vengo
Volando voy, volando vengo es un programa de televisión de España que se emite en el canal español Telecinco. El programa es un spin off de Volando voy y también está presentado por Jesús Calleja. El programa se estrenó el 26 de junio de 2025.

## Formato
Tras diez temporadas recorriendo España con su helicóptero en Volando voy, Jesús Calleja da un paso más en su empeño por visibilizar la vida en los pueblos y aldes para ayudar a sus gentes con Volando voy, volando vengo, un nuevo programa para el prime time de Telecinco que mantiene la esencia del original, pero con un objetivo más amplio, ambicioso e impresionante: transformar las realidades de los lugares visitados y mejorar la vida de quienes más lo necesitan, o incluso de todos sus habitantes. 
Y para ello, lo primero que se ha renovado ha sido el helicóptero del programa: el mítico Robinson R44 deja paso a un Airbus AS350 B3, más grande, potente, seguro y majestuoso. Más allá de una mejora en lo visual y el diseño de producción de cada entrega, esta evolución técnica ha dado lugar a momentos de gran emoción inéditos en el programa, en los que el leonés ha podido volar con hasta seis personas a bordo. Realizado en colaboración con Zanskar Producciones, el programa se enfrenta en cada una de sus siete entregas a retos concretos con impacto real en la vida cotidiana de los vecinos de cada lugar.

## Audiencias y destinos
| Temporada | Temporada | Episodios | Estreno             | Final               |
| --------- | --------- | --------- | ------------------- | ------------------- |
|           | 1         | 7         | 26 de junio de 2025 | 7 de agosto de 2025 |

### 1.ª Temporada (2025)
| Programa | Destino              | Fecha de emisión    | Audiencia       |
| -------- | -------------------- | ------------------- | --------------- |
| 1x01 (1) | Sot de Chera         | 26 de junio de 2025 | 807 000 (10,9%) |
| 1x02 (2) | Sierra de la Demanda | 3 de julio de 2025  | 514 000 (7,2%)  |
| 1x03 (3) | La Albufera          | 10 de julio de 2025 | 704 000 (10,1%) |
| 1x04 (4) | Sierra del Rincón    | 17 de julio de 2025 | 566 000 (8,6%)  |
| 1x05 (5) | O Grove              | 24 de julio de 2025 | 553 000 (8,8%)  |
| 1x06 (6) | Costa Quebrada       | 31 de julio de 2025 | 458 000 (7,6%)  |
| 1x07 (7) | Concejo de Llanera   | 7 de agosto de 2025 | 514 000 (8,6%)  |

## Audiencia media de todas las temporadas
| Edición                     | Programas | Fecha | Cadena | Clasificación | Audiencia      |
| --------------------------- | --------- | ----- | ------ | ------------- | -------------- |
| Volando voy (1.ª temporada) | 7         | 2025  |        |               | 588 000 (8,8%) |